# 広島電鉄貨50形電車
広島電鉄貨50形電車（ひろしまでんてつか50かたでんしゃ）とは、1979年に登場した広島電鉄の路面電車である。

## 概要
750形の元大阪市電1600形である758号及び759号を無蓋貨車化改造して誕生した。改造後から現在まで、貨物用途を含め定期運行は無い。かつては5月の「ひろしまフラワーフェスティバル」期間中や9月の「秋の全国交通安全運動」期間中に装飾を施して花電車として使用されたが、現在はラッピング装飾を施した1000形を使用した営業運転に変更された。
現在は51号のみが使用され、52号は荒手車庫に保管後、2013年4月に解体された。
51号は過去2度、1979年と1980年に広島東洋カープがセ・リーグ優勝を果たした際にも花電車として使用されたが、2016年9月、1991年以来となる25年ぶりのリーグ優勝を果たしたことを受けて、運行後に日本一となった1979年と1980年の験を担ぐため、2016年10月から36年ぶりに「セ・リーグ優勝記念花電車」として復活した。
2017～2018年もリーグ優勝を果たしたことを受けて、10月末日まで「セ・リーグ優勝記念花電車」として運行された。普段は江波車庫に留置されている。
51
1980年に759号を改造して誕生した。
52
1979年に758号を改造して誕生した。登場当時の車番は51号だったが、翌年に52号に改番された。

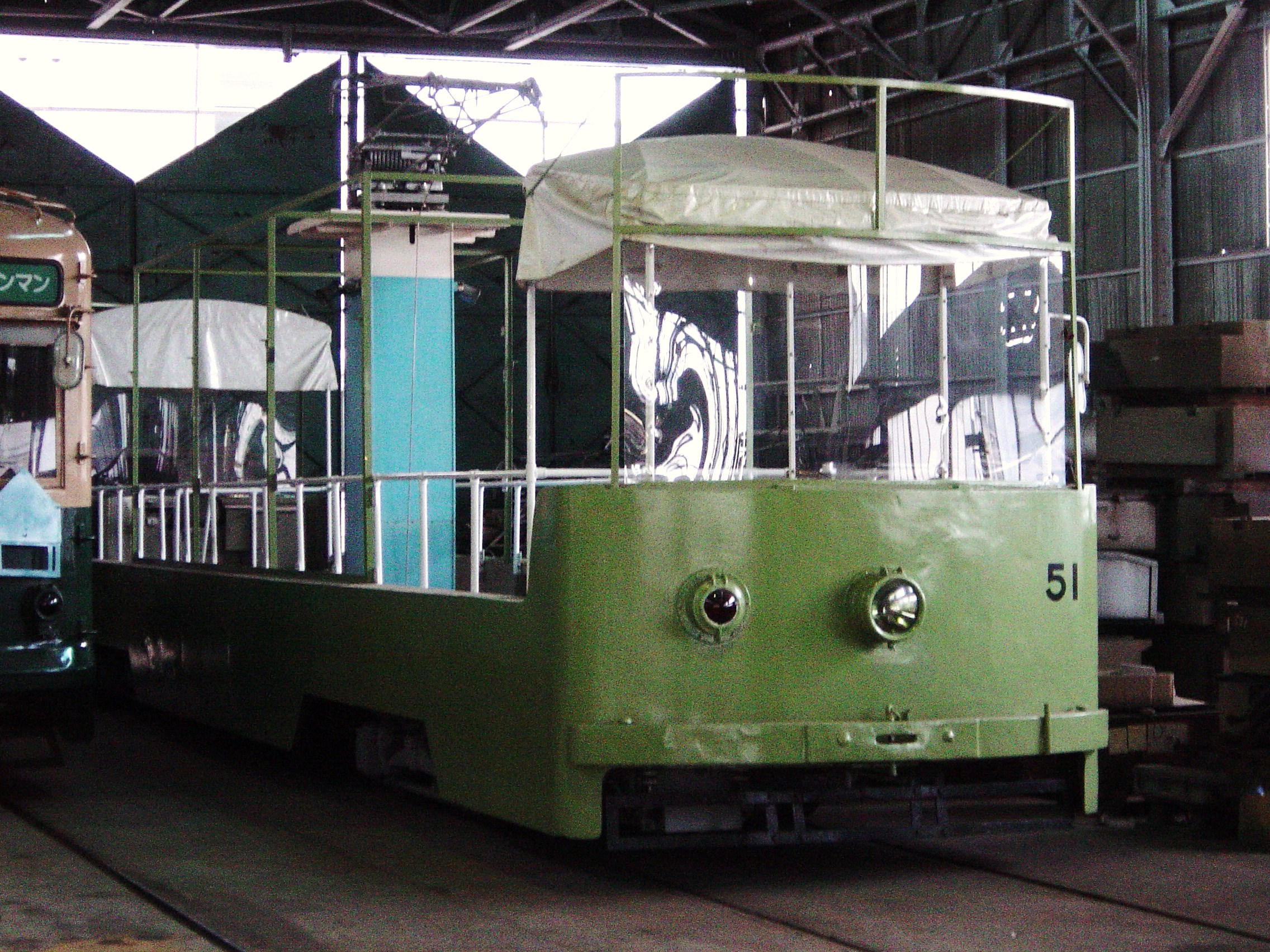
51号 江波車庫にて撮影 （許可を得て撮影） 2005年1月
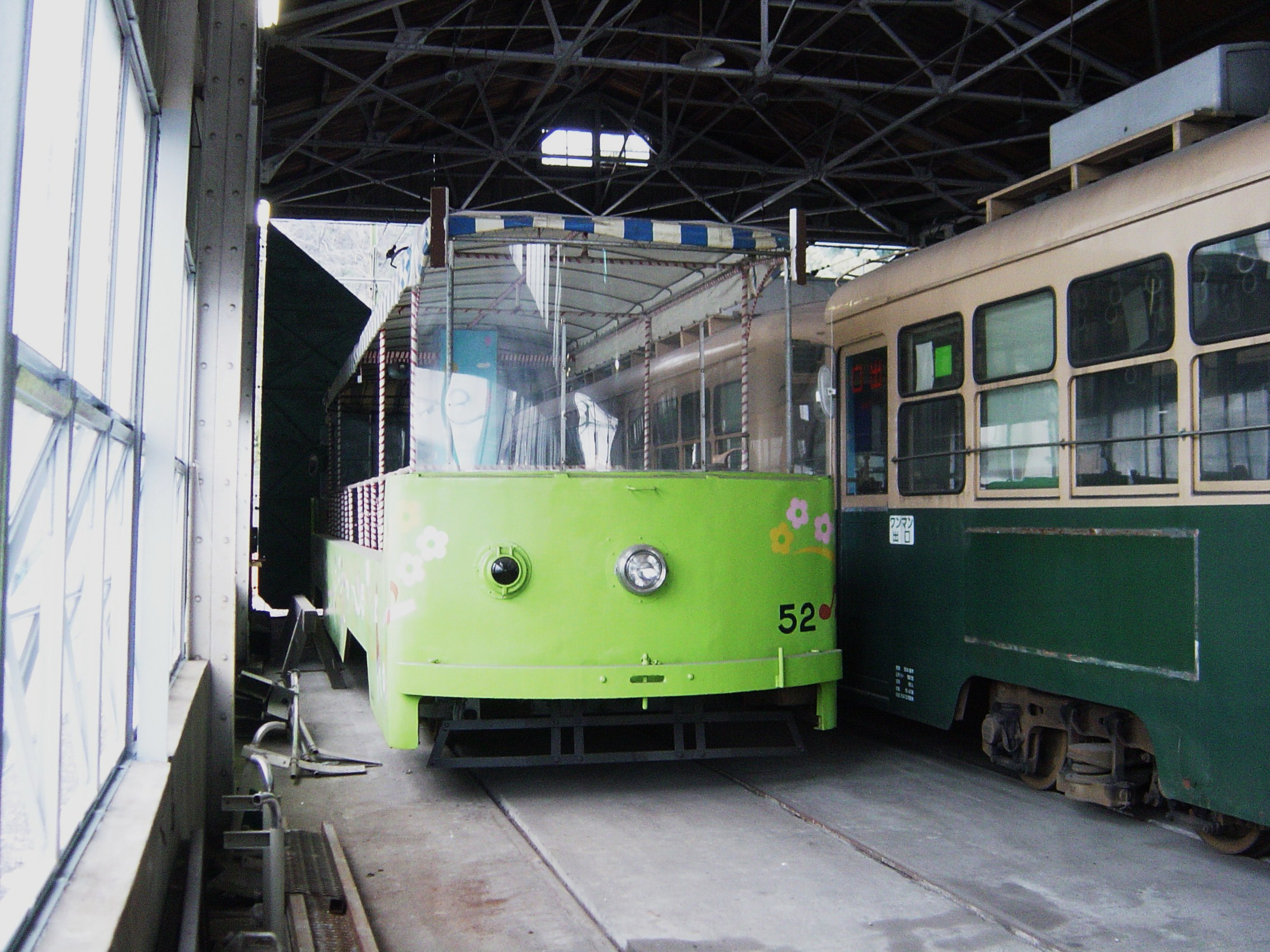
52号 江波車庫にて撮影 （許可を得て撮影） 2005年1月
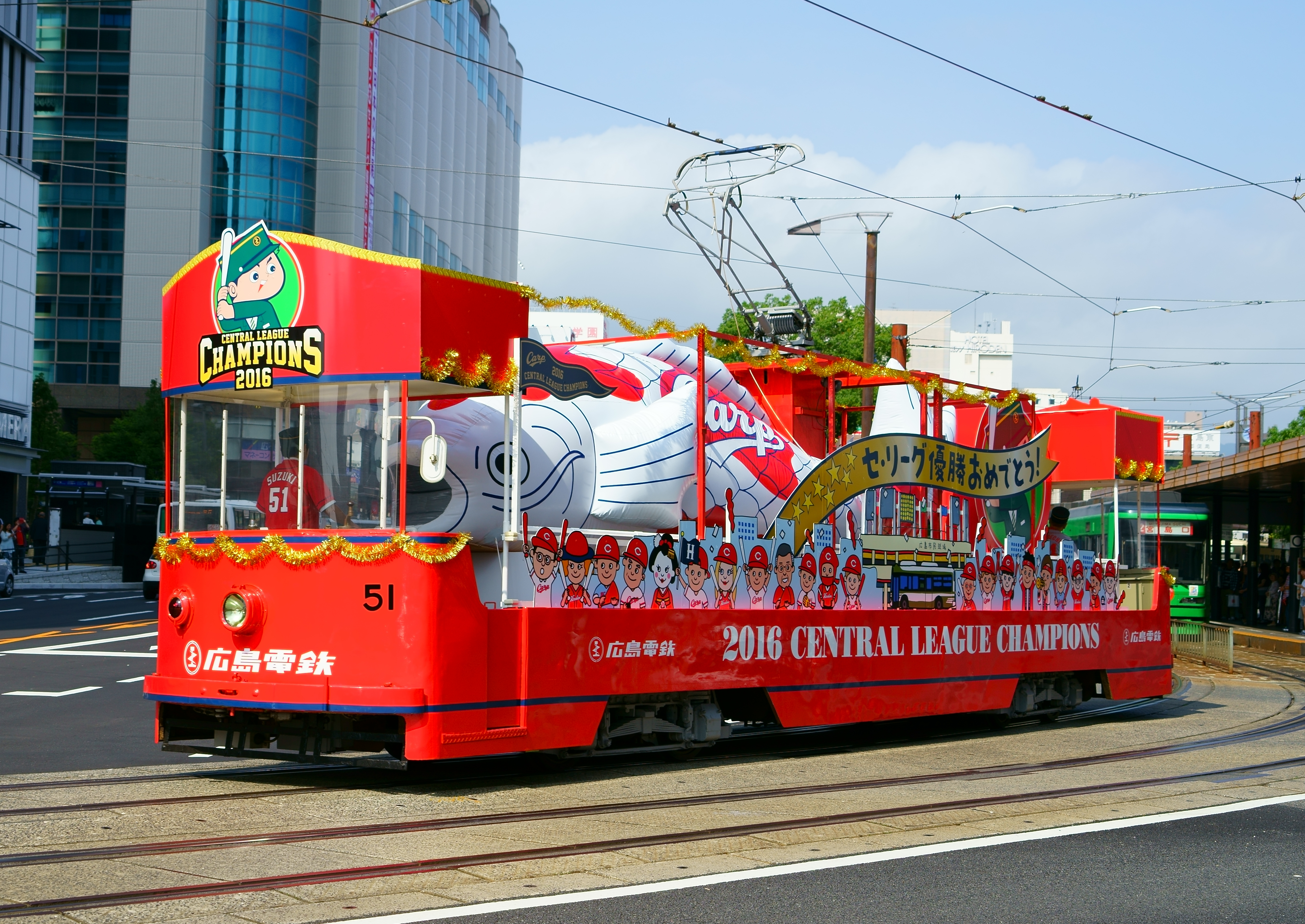
カープのリーグ優勝を記念して走る51号 広島駅前にて撮影 2016年10月

## 各車状況
- 51：1980年竣工：江波車庫所属
- 52：1979年竣工：2013年4月解体

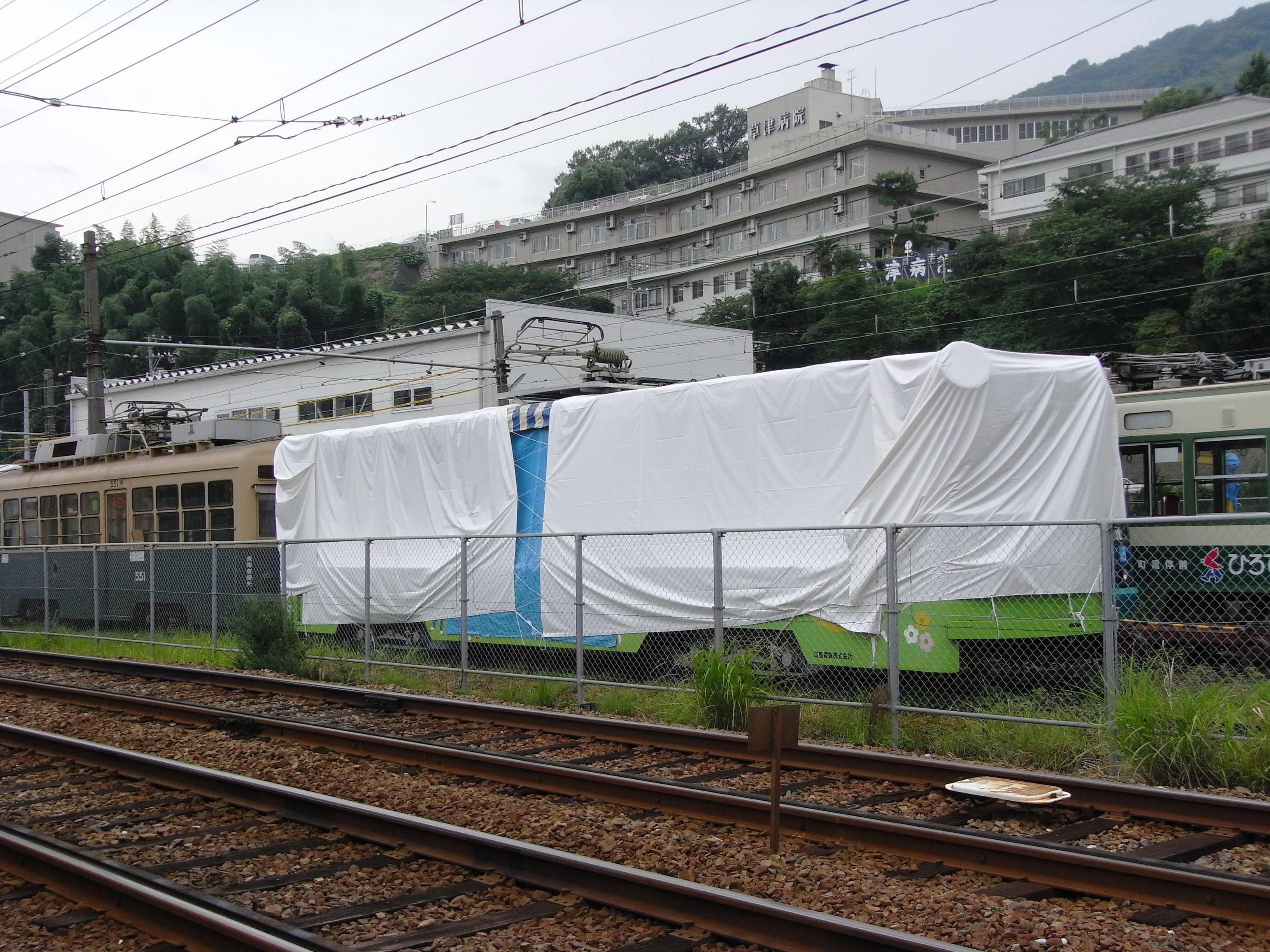
荒手車庫の52号 2008年7月